# Cantarana (Rosselló)

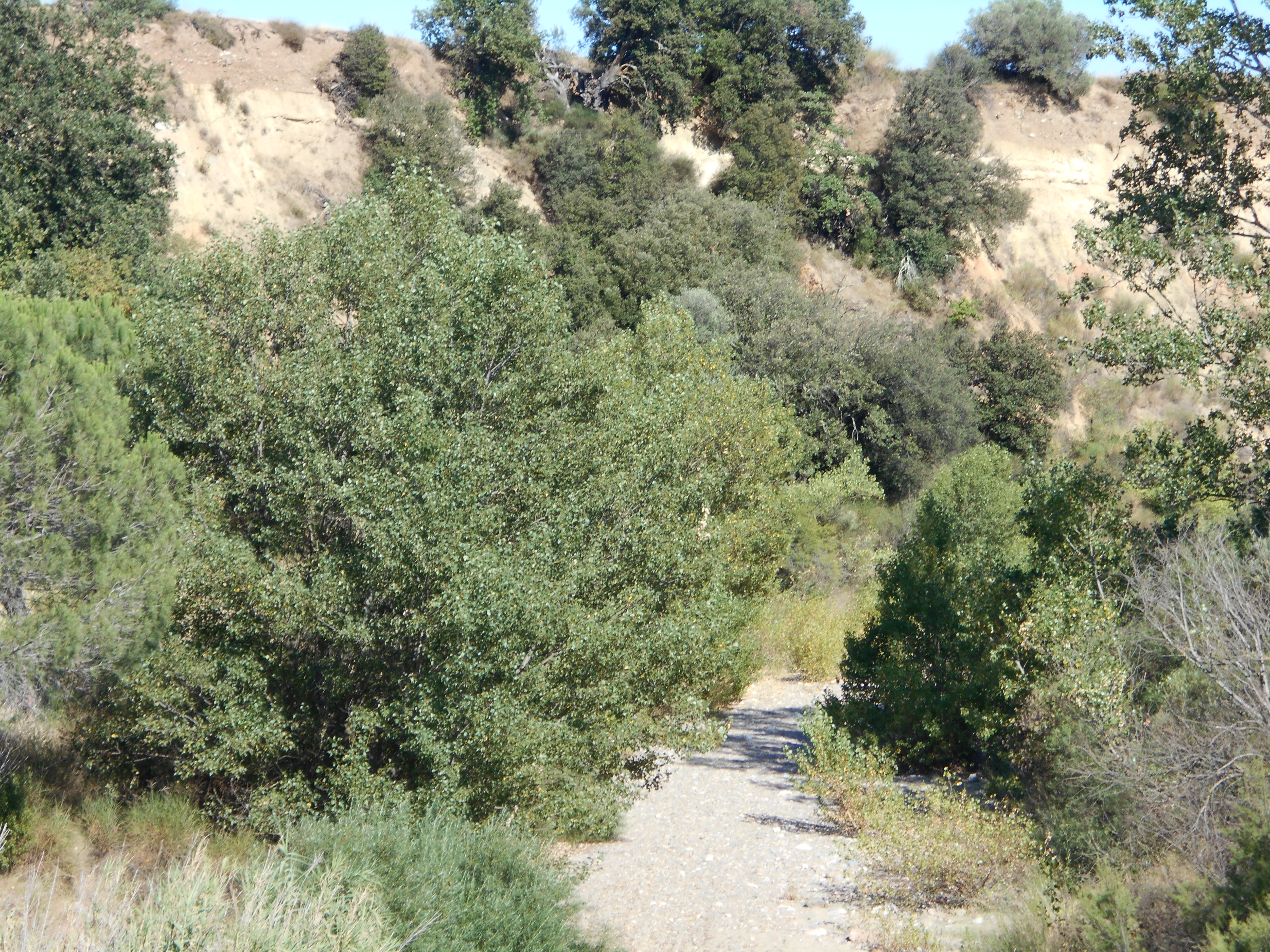
La Cantarana a Terrats

La Cantarana (o Canta-rana, en alguns llibres) és un riu de la Catalunya del Nord, d'orientació sud-oest - nord-est. És un curs d'aigua de la comarca del Rosselló, de règim torrencial, que es forma als Aspres, en el límit dels termes de Castellnou dels Aspres, Montoriol i Queixàs, a partir de la unió de la Ribera de Fontcoberta i la Ribera de Sant Amanç.
De curs molt sinuós, s'obre pas en el relleu dels Aspres fent de termenal, en el primer tram, entre Castellnou i Montoriol, i en el segon, entre Castellnou dels Aspres i Terrats. Després ja entra directament en el darrer terme esmentat, i tot seguit recorre els de Trullars, separa els de Pontellà i Trullars. Torna a entrar en el de Pontellà i Nyils, separa al llarg d'un petit tram els de Pontellà i Pollestres, travessa aquest darrer terme fins que, a llevant del poble de Pollestres, s'aboca en el Reart.